# Frontera entre Gabón y la República del Congo
La frontera entre Gabón y República del Congo es, con 1 903 km de longitud, la más larga de las tres fronteras terrestres de Gabón, y se ubica al sur y al este del país. Las fronteras con Camerún (298 km) y con Guinea Ecuatorial (350 km) marcan el límite norte del país. 
La frontera entre ambos países ha cambiado varias veces desde los tiempos coloniales, pues ambos países incluso formaron por un tiempo parte de la misma colonia. El último cambio sucedió en 1947 con la  anexión de la provincia de Haut-Ogooué a Gabón.
Una gran parte de esta frontera corresponde a la línea divisoria de aguas entre las cuencas de los ríos Ogooué y Congo..